# Kovács Antal (sportvezető)
Kovács Antal (Dorog, 1923. május 30. – 2011. március 4.) sportszervező, sportvezető, a Dorogi Bányász SC egykori elnöke, közéleti személyiség, a Dorogi FC Örökös Tagja.

## Életútja
Gépipari technikumot végzett és a Dorogi Szénbányák dolgozója volt. Előbb munkaügyi vezetőként, majd a Bányász Szakszervezeti Központ előadójaként dolgozott. 20 éven keresztül volt a Dorogi Bányász SC elnöke, amellyel egyben ő volt a leghosszabb ideig ebben a beosztásban. Sokat fáradozott a stadion és a többi sportlétesítmény építéséért, bővítéséért. Elnöksége alatt számos beruházás valósult meg sikeresen, azonban a legnagyobb igyekezete ellenére két nagy álma közül sem a sportcsarnok, sem a fedett uszoda nem válhatott valóra, amelynek elsősorban politikai okai voltak. 
Hosszú és tartalmas sportköri vezetői tevékenysége mellett aktívan kivette részét Dorog közéletéből. Mint tanácstagi képviselő 1950 és 1990 között, negyven éven át aktívan szolgálta a települést, sokat tett Dorog városi rangjának elnyeréséért. Ezen felül az országos hírű dorogi kultúrcsoport tagjaként is jeles személyiség volt. Részt vett és egyik szervezője volt a helyi színjátszó csoportnak is. Fiatalon aktívan sportolt. Elsősorban, mint hosszútávfutó ért el szép sikereket.

## Kitüntetések[3]
- Bányász Szolgálati Érdemérem
- Bányászat Kiváló Dolgozója
- A Magyar Népköztársaság Sportérdemérem ezüst fokozata
- Dorogi FC Örökös Tagja cím

## Magánélete
Nős, három gyermek édesapja, többszörös nagypapa és dédapa volt. Zsuzsa, Katalin és Andrea nevű leányai közül utóbbi kettő aktívan sportoltak is a dorogi kézilabdacsapatban. Andrea férje, Csizmazia István, az 1980-as évek dorogi labdarúgója volt. Egész életében Dorogon lakott. Lakása az 1960-as évek végétől haláláig a Köztársaság út mentén, a Jubileum tér szomszédságában lévő lakótelepen volt, ahol közvetlen szomszédja, egyben jó barátja, Pap Kálmán, aki közvetlen utóda is volt, mint klubelnök. Mindenki csak "Tokinak", a fiatalabb generáció pedig "Toki bácsinak" szólította. Város és vonzáskörzet szerte köztiszteletnek és megbecsülésnek örvendett. Még életében elkészült a hőn áhított sportcsarnok és a fedett uszoda is, amely nagy örömöt okozott számára és gyakran felkereste ezen létesítményeket, mint ahogy szinte élete végéig látogatta a dorogi csapatok mérkőzéseit és edzéseit.

## Külső hivatkozások
- A Dorogi FC hivatalos honlapja Archiválva 2011. július 21-i dátummal a Wayback Machine-ben
- Dorog város honlapja